# Eutelsat 133 West A
O Eutelsat 133 West A (anteriormente chamado de Eutelsat W1R, Eurobird 1, Europesat 1, Eutelsat 28A e Eutelsat 33C) é um satélite de comunicação geoestacionário europeu construído pela Thales Alenia Space. Ele está localizado na posição orbital de 132,85 graus de longitude oeste e é operado pela Eutelsat. O satélite foi baseado na plataforma Spacebus-3000B2 e sua vida útil estimada era de 12 anos.

## História
Ele foi lançado em março de 2001, e depois de um curto período de testes na posição orbital de 33 graus de longitude leste, ele se juntou ao Eutelsat II F4 em 28,5 graus leste.
Seu nome foi alterado em 1 de março de 2012, quando a Eutelsat adotou uma nova designação para sua frota de satélites, todos os satélites do grupo assumiram o nome Eutelsat associada à sua posição orbital e uma letra que indica a ordem de chegada nessa posição, então o satélite Eurobird 1 recebeu o nome Eutelsat 28A.
Em agosto de 2012, foi confirmado que, depois de alguma perda de eventos de energia no Eutelsat 28A, O Eutelsat 48B seriam transferido para a posição orbital de 28,5 graus leste para assegurar a continuidade do serviço. Em julho de 2015, o satélite foi rebatizado para Eutelsat 33C e transferido para 33 graus leste, onde ele esteve colocalizado com o Eutelsat 33B.
Em setembro de 2018, o satélite foi transferido para a posição orbital de 133 graus de longitude oeste e foi renomeado para Eutelsat 133 West A.

## Lançamento
O satélite foi lançado com sucesso ao espaço no dia 8 de março de 2001 às 22:51 UTC, por meio de um veículo Ariane 5G, lançado a partir do Centro Espacial de Kourou, na Guiana Francesa, juntamente com o satélite BSAT-2A. Ele tinha uma massa de lançamento de 3.050 kg.

## Capacidade e cobertura
O Eutelsat 133 West A está equipado com 24 (mais 6 de reserva) transponders em banda Ku.